# 乙酸亚铊
乙酸亚铊是一价铊的乙酸盐，化学式为CH3COOTl。可用于碘羧化反应。与其他铊盐一样，乙酸亚铊有剧毒。

## 制备
乙酸亚铊可以由氢氧化亚铊或碳酸亚铊和乙酸反应制备：
Tl2CO3 + 2 CH3COOH → 2 CH3COOTl + H2O + CO2↑
TlOH + CH3COOH → CH3COOTl + H2O
乙醇亚铊和乙酸反应也能得到产物：
C2H5OTl + CH3COOH → CH3COOTl + C2H5OH

## 化学性质
乙酸亚铊在乙酸溶液中和溴反应，得到CH3COOTlBr2。